# Primula fenghwaiana
Primula fenghwaiana är en viveväxtart som beskrevs av C.M.Hu och G.Hao. Primula fenghwaiana ingår i släktet vivor, och familjen viveväxter. Inga underarter finns listade i Catalogue of Life.